# Елгаштина, Зинаида Ивановна
Зинаида Ивановна Елгаштина (Сомова по мужу) (1897—1979) — русская балерина (ученица В. Ф. Нижинского), танцовщица 1920-х годов, художница-аппликатор, кукольник, художница театра, мемуаристка, музейщица.

## Биография
Увлекалась изготовлением аппликаций из цветной бумаги.
Зинаида Ивановна вместе со своей матерью — Марией Николаевной Елгаштиной — и сподвижниками художниками Ольгой Михайловной Штейнконф, А. Молодяшиным основали в 1932 году в Уфе театр кукол, принявший со временем статус государственного.
Потомкам больше известна по её роли в жизни Максимилиана Волошина. Встречи с Волошиным в Коктебеле в 1926—27, 1929 гг. описаны ею в воспоминаниях «Коктебель и его легенды»

## Семья
Детей нет.
Муж — Александр Владимирович Сомов (1887—1935) — юрист.
Сестра — Мария Ивановна, Муся, в замужестве Беляева. Умерла в 1924 от тифа. Дочь — Марианна Борисовна Беляева (1922—2013).
Братья — Алёша, умер от тифа в 14 лет, Николай, судьба неизвестна.
Мать — Мария Николаевна Елгаштина
Отец — Елгаштин, Иван Семёнович (выпускник в 1882 Михайловского военного уч-ща в звании портупей-юнкер, управляющий Уфимской заводской конюшни, отставной войсковой старшина Сибирского казачьего войска)
Дед — Елгаштин, Семён Алексеевич (1829—1885), сибирский казачий полковник
Дед — Николай Андреевич Давидович-Нащинский, первый градоначальник Барнаула.

## Мемуары
Опубликованы в сборнике:
З. Елгаштина. Коктебель и его легенды Воспоминания о Максимилиане Волошине. М.: Советский писатель. 1990. с. 538—539.
О них и авторе:
Воробьева Н. Н., Волович И. Г. Литературные мемуары XX века. Институт мировой литературы имени А. М. Горького. М.:Наследие, 1995. стр. 527. С.278.